# Paweł banja

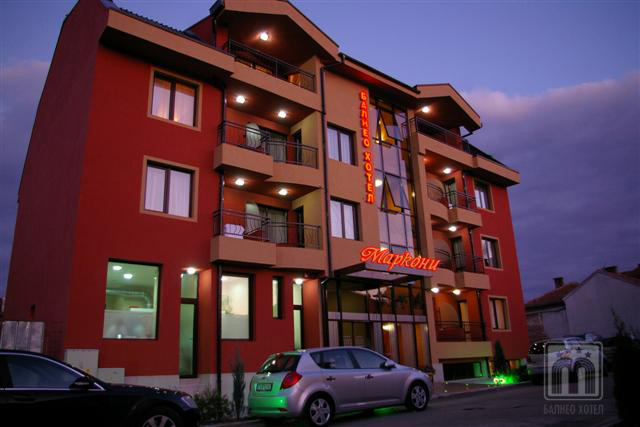
Hotel Markoni

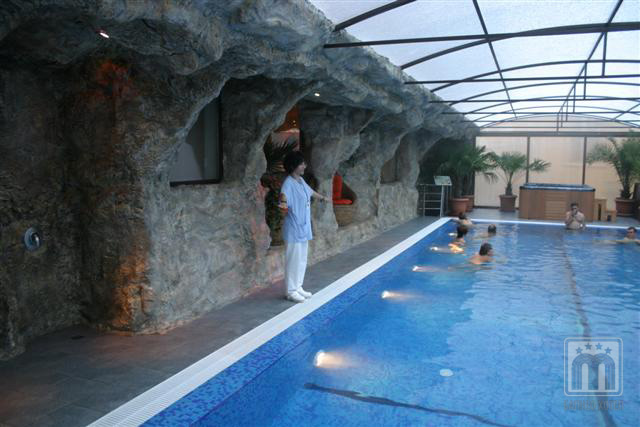
Spa

Paweł banja (bułg. Па̀вел ба̀ня) – miasto w środkowej Bułgarii, w obwodzie Stara Zagora. Jest to centrum administracyjne gminy Paweł banja.

## Geografia
Położony jest w pobliżu Kazanłyku, między górami Stara Płanina i Sredna Gora, w Dolinie Róż.

## Współpraca międzynarodowa
- Büyükçekmece (Turcja),
- Liski (Rosja)[6],
- Meliki (Grecja)[7].

## Gospodarka
Mieszkańcy Pawła banji zajmują się głównie turystyką oraz produkcją i przetwarzaniem olejków eterycznych lawendy i róż. W tej miejscowości znajduje się spa „Oazis” („Оазис”) oraz hotel „Markoni” („Маркони”).

## Znane osoby
- Petyr Bubew – architekt,
- Chrisko Ganew – pisarz,
- Todor Mazarow – śpiewak operowy